# Saint-Sauveur-de-Meilhan
Saint-Sauveur-de-Meilhan település Franciaországban, Lot-et-Garonne megyében. Lakosainak száma 344 fő (2022. január 1.). Saint-Sauveur-de-Meilhan Noaillac, Sigalens, Aillas, Cocumont és Meilhan-sur-Garonne községekkel határos.

## Népesség
A település népessége az elmúlt években az alábbi módon változott:
| Lakosok száma | 328  | 319  | 284  | 289  | 327  | 333  | 333  | 337  | 342  | 344  |
|               | 1968 | 1982 | 1990 | 2006 | 2013 | 2015 | 2017 | 2019 | 2020 | 2022 |